# (5999) Plescia
(5999) Plescia (1987 HA) – planetoida z grupy przecinających orbitę Marsa okrążająca Słońce w ciągu 3,45 lat w średniej odległości 2,28 j.a. Odkryta 23 kwietnia 1987 roku.